# Miguel Ángel Quesada Pacheco
Miguel Ángel Quesada Pacheco (San José, 6 de mayo de 1955) es un lingüista y profesor universitario costarricense. Sus áreas de investigación incluyen la dialectología del español centroamericano, la historia de la lengua española en Costa Rica y la descripción de las lenguas amerindias de América Central, con especial atención a las lenguas chibchenses.

## Educación y trayectoria
En 1971 entró a estudiar la carrera de filología hispánica en la Universidad de Costa Rica (UCR), donde fue alumno del lingüista Gastón Gaínza. Posteriormente, estudió el doctorado en Filología Románica, 
Filología Germánica y Lingüística Comparada en la Universidad de Colonia (1986), de donde se graduó con una tesis sobre el español colonial de Costa Rica. Poco tiempo después, se incorporó como profesor e investigador de la UCR y la Universidad de Bergen. En el año 2000 accedió a la silla R de la Academia Costarricense de la Lengua (ACL).
En la UCR ocupó la cátedra de filología española en la Escuela de Filología, Lingüística y Literatura y fue investigador del Instituto de Investigaciones Lingüísticas.: 101  Actualmente se desempeña como profesor e investigador del Instituto de Lenguas Extranjeras de la Universidad de Bergen, donde detenta las cátedras de fonética, español americano y lengua y cultura en América Latina.
Como miembro de la ACL, ha participado asiduamente en la Comisión Permanente de la Asociación de Academias de la Lengua Española (2000, 2010 y 2016), así como en varias ediciones del Congreso de la Asociación de Academias de la Lengua Española (2001, 2007, 2010, 2013) y del Congreso Internacional de la Lengua Española, organizado por el Instituto Cervantes, la Real Academia Española y la ASALE.

## Obra
Ha dedicado sus investigaciones principalmente al estudio de las lenguas habladas en América Central, entre ellas el español centroamericano, con especial énfasis en su variedad costarricense, y diversas lenguas de la rama chibchense.
Sus obras sobre el español costarricense se dan en el seno de la dialectología y de la lingüística histórica.  En el terreno histórico,  ha investigado la formación del español costarricense desde el periodo colonial. Entre los años 1992-2010 desarrolló el proyecto del Atlas lingüístico-etnográfico de Costa Rica (ALECORI), el primero de su tipo para el español de Costa Rica.
La experiencia con el ALECORI después la trasladó al proyecto Atlas lingüítico-etnográfico de América Central, que comprendió el estudio sistemático del español hablado de América Central por medio de encuestas dialectales. Este trabajo dio paso a la publicación de varios atlas lingüísticos nacionales elaborados por sus discípulos para las variedades de español de Belice, Guatemala, Honduras, El Salvador, Nicaragua y Panamá.
En cuanto su trabajo con lenguas amerindias, se ha dedicado en extenso a la descripción del boruca, el guaymí, el cabécar, el  huetar, el muisca y el pech. Destacan sus investigaciones etnolingüísticas sobre la lengua y el pueblo huetar, que le valieron el Premio Nacional Aquileo J. Echeverría en 1997.

## Premios y reconocimientos
Ha recibido el Premio Nacional Aquileo J. Echeverría en dos ocasiones (1997, 2009), el Premio Magón (2015) y el Premio a la Investigación del Sindicato de Investigadores de Noruega (2015).